# Бізонія
Бізонія — частина Німеччини, після Другої світової війни окупована військами США і Великої Британії.
1946 року СРСР припинив доставку сільськогосподарських продуктів зі своєї зони окупації до західних регіонів Німеччини. У відповідь американська військова адміністрація на чолі з Люсіусом Клеєм припинила транзитні перевезення та доставку обладнання з фабрик і заводів Рурської області до зону радянської окупації. У результаті почала розвиватися серйозна криза управління. Американську та британську зони окупації об'єднали, а відповідну угоду підписали 2 грудня 1946. Об'єднана зона одержала назву «Бізонія».
Після того, як США і Велика Британія почали створювати демократичні органи влади у своїй об'єднаній зоні окупації (так званій Бізонії), Франція 8 квітня 1949 приєднала до неї свою зону. Американо-британська Бізонія перетворилася на Тризонію, з якої того ж року утворилася Федеративна Республіка Німеччина.